# Saab 92001
Saab 92001 eller Saab Exp. Vagn 001, även kallad Ursaaben, är tillverkad våren 1946 och är den allra första prototypen till kommande serietillverkning av bilmodellen Saab 92.

## Historia
Saab grundades som flygplanstillverkare 1937 och det skulle dröja tio år innan biltillverkaren Saab såg dagens ljus. Andra världskrigets slut föranledde nya tankar och idéer inom Saab för kunde ersätta produktion av militära flygplan. En mängd projekt som kunde fylla produktionstappet i Trollhättan och för att kunna behålla sina duktiga ingenjörer diskuterades.
Vid styrelsesammanträde i bolaget den 14 juni 1945 beslöts "att en undersökning skulle göras angående lämpligheten av att taga upp biltillverkning vid SAAB". Under ledning av Gunnar Ljungström arbetade sedan 15 stycken flygingenjörer med att utveckla en personbil och Sixten Sason stod för designen. 
Den 16 januari 1946  beslöt man att bygga en prototyp i Saabs verkstäder i Linköping och den första prototypen, SAAB exp. vagn 001, även kallad "ur-Saaben" eller 92001, var klar att visas för bolagsledningen i Linköping redan den 4 juni 1946. 
Beslut togs då att ytterligare tre provbilar skulle byggas i det serieutförande man nu beslutat och som innehöll ett antal förändringar jämfört med denna första prototyp. Provbil nummer två var färdig i maj 1947 och nummer tre en månad senare. (Man tog enbart fram plåtdetaljer till den tredje provbilen.)
Den 10 juni 1947 premiärvisades den nya bilen för en samling inbjudna journalister i personalmatsalen på Saabs kontor Linköping. Bilen som visades upp för pressen var prototyp nummer två (92002).
Bilen var aerodynamiskt byggd, ingenjörerna tog sina kunskaper från flyget och bilen hade dessutom framhjulsdrift, vilket var ovanligt vid den här tiden. Det skulle dock dröja till december 1949 innan den riktiga serieversionen Saab 92 började tillverkas (dessa såldes som årsmodell 1950).
Prototypbilen hade en för sin tids både djärv och  futuristisk, men designen på den kommande serieversionen Saab 92 var något mer nedtonad och konventionell.
Prototypen finns kvar än idag och är i gott skick. Den ägdes av Saab till 2012, då företaget försattes i konkurs. Prototypen tillhör idag Saabs bilmuseums samlingar som ägs gemensamt av Trollhättans stad, Saab AB och Wallenbergstiftelserna. Den är hel och är dessutom registrerad i bilregistret. Den är försedd med en personlig registreringsskylt med texten "URSAAB". Bilen kallas ofta för Ursaaben.